# الغرسان (لبراكة)
الغرسان هو دُوَّار يقع بجماعة لعطاطرة، إقليم سيدي بنور، جهة الدار البيضاء سطات في المملكة المغربية. ينتمي الدوّار لمشيخة لبراكة التي تضم 9 دواوير. يقدر عدد سكانه بـ 417 نسمة حسب الإحصاء الرسمي للسكان والسكنى لسنة 2004.

## روابط خارجية
- البوابة الوطنية للجماعات الترابية
- المندوبية السامية للتخطيط